# Kovács Margit Múzeum

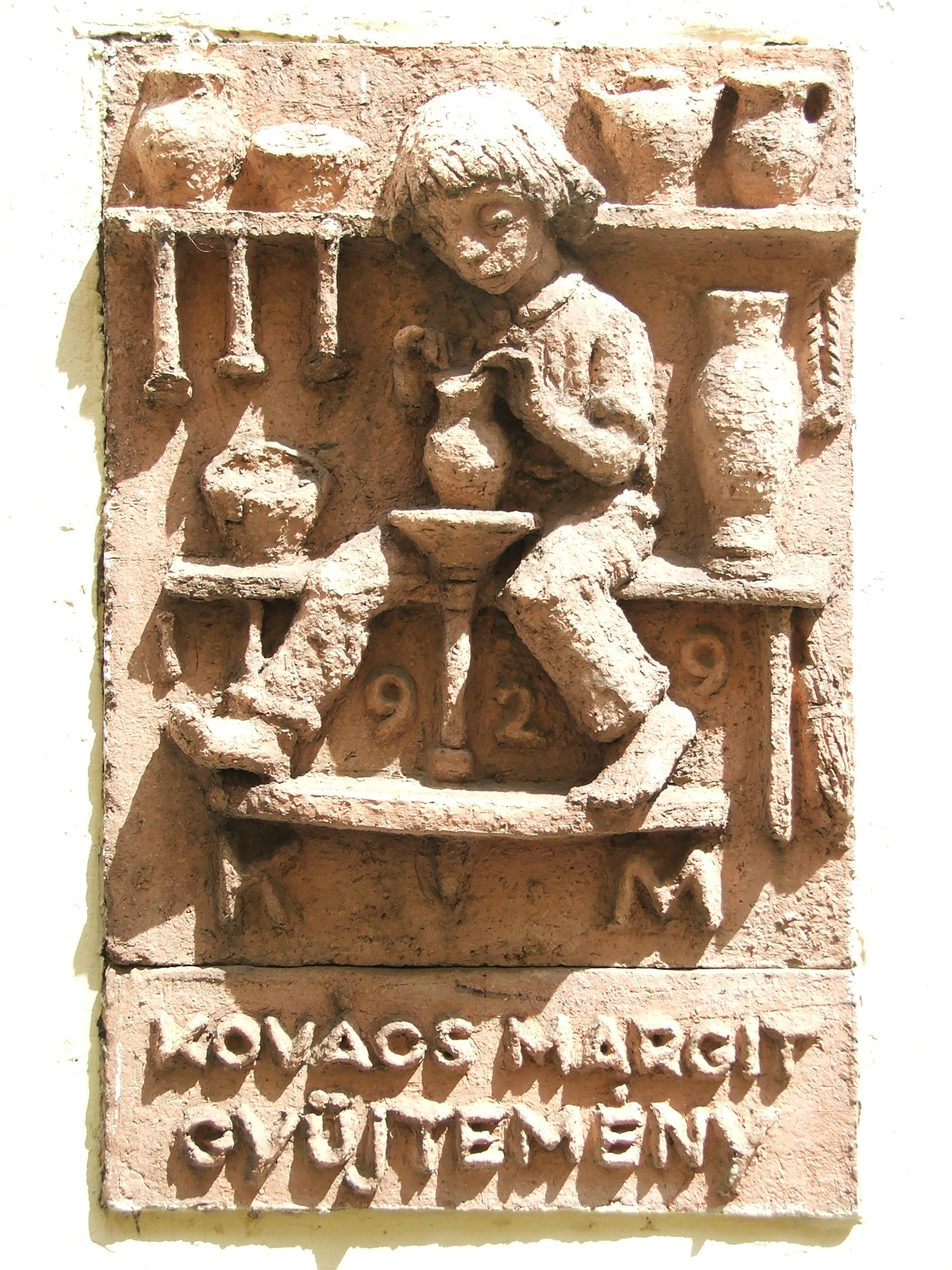
Kerámiadísz a Kovács Margit Múzeum bejárata felett

Kovács Margit Múzeum Múzeumi kiállítóhely (Szentendre, Vastagh György utca 1. sz.; alapítás: 1973).

## Épülete
A 18. század elején építették barokk stílusban, sóháznak. Később volt benne postaállomás, plébánia, majd Dimsitz Vazul kereskedőháza lett, utána a Vastagh család lakóháza, s ezután múzeum. Görög utcai homlokzatát apácarácsos ablaksor díszíti. 1979-ben a már múzeumként funkcionáló épületet új traktussal bővítették.
A múzeum egy sikeres 2008-as pályázat eredményeként egy újabb, többfunkciós, 110 négyzetméteres épületszárnnyal bővülhetett, Kocsis József szentendrei építész tervei alapján. A Görög utcai homlokzaton kerámiaburkolat készült, amely motívumaiban Kovács Margit munkásságára, illetve a szomszédos műemlék épület reneszánsz sarokdíszítésére utal. Ezt Asszonyi Tamás, Csíkszentmihályi Róbert, Szabó Tamás és Szentirmai Zoltán szentendrei művészek készítették. A bővítést 2011. január 13-án adták át.

## Története
Kovács Margit, a magyar kerámiaművészet megújítója 1972-ben életművének jelentékeny részét, az akkor már megyei rangra emelkedett Ferenczy Múzeumnak ajándékozta, ebből nyílt meg a kiállítóhely még a művésznő életében, 1973-ban. A kiállításon a művésznő ajándékozási szerződése is szerepel. 1974-ben a művésznő szülővárosának, Győrnek is ajándékozott alkotásokat, a győri Városi Művészeti Múzeum is tart fenn egy állandó kiállítást híres szülötte emlékére.
Szentendre egy gyönyörű fekvésű település, sajátosan mediterrán városképe a törökök kiűzése után 1690-ben, III. Csernojevics Arzén pátriárka vezetésével ideérkező szerb, dalmát és görög telepeseknek köszönhető. Ez a látvány, - a dombok oldalához mozaikszerűen tapadó épületecskék és a vidám, verőfényes színek szépsége -, idővel egyre több festőt ragadott magával. 1926-ban létrejött a Szentendre arculatát azóta is döntően meghatározó Művésztelep, új otthon kínálva a Trianon után "hazátlanná" vált nagybányai művészeknek. A város kulturális élete mégis igazán csak az 1960-as években került az országos érdeklődés középpontjába, amikor Pest megye kulturális központjává jelölték ki. 1967-ben elsőként megindult a Szabadtéri Néprajzi Múzeum kialakítása, majd létrehozták a Pest Megyei Múzeumok Igazgatóságát, és a régi művésztelep felújítása mellett 1969-ben a Kálvária úton egy új művésztelep is épült. Ezzel párhozamosan a belvárosban tucatnyi kis múzeum nyílt a városhoz kötődő képzőművészek alkotásaiból (Czóbel, Barcsay stb.), és a Kovács Margit múzeum is itt talált otthonra a művésznő kérésére. Sajátos hangulatú alkotásai és a szépen kialakított múzeumi környezet tovább növelte a múzeum hírnevét az egész országban. A Kovács Margit Múzeumot senki nem hagyta ki, nem csoda, hogy sok éven keresztül, főleg az 1970-es években hazánkban ez volt a leglátogatottabb múzeum.

## Szervezete
2016 januárjától a szentendrei múzeumokat a Ferenczy Múzeumi Centrum fogja és hangolja össze, melynek része a Kovács Margit Kerámiagyűjtemény is.

## Kiállítása
Kovács Margit alkotásait mutatja be, de az emeleti galériában Kovács Margit otthonának és műtermének is emléket állítottak 1979-től, a művésznő halála után két évvel. A kiállítást 2011-re kibővítették és újrarendezték.

## Képgaléria

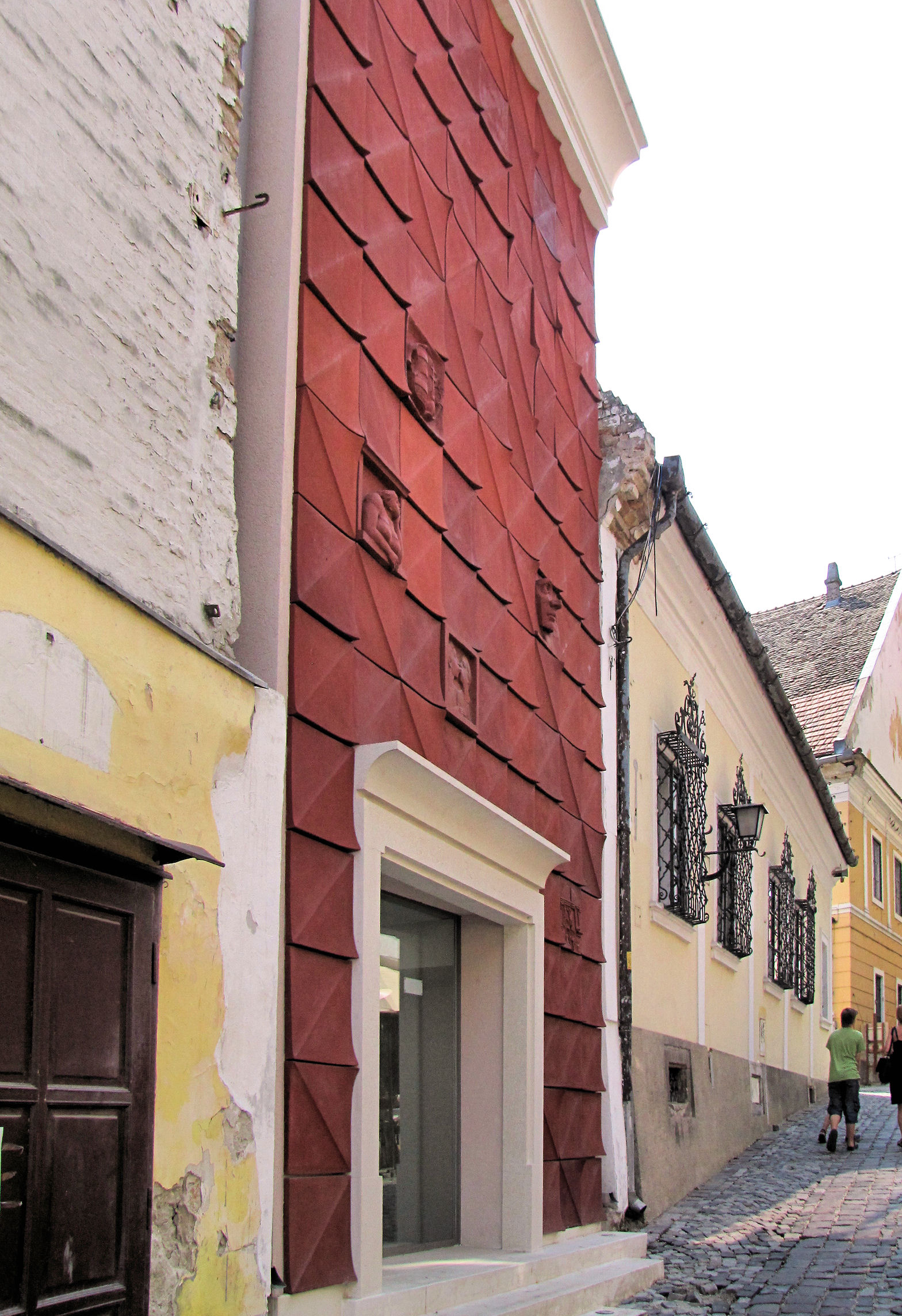
Az új épületszárny
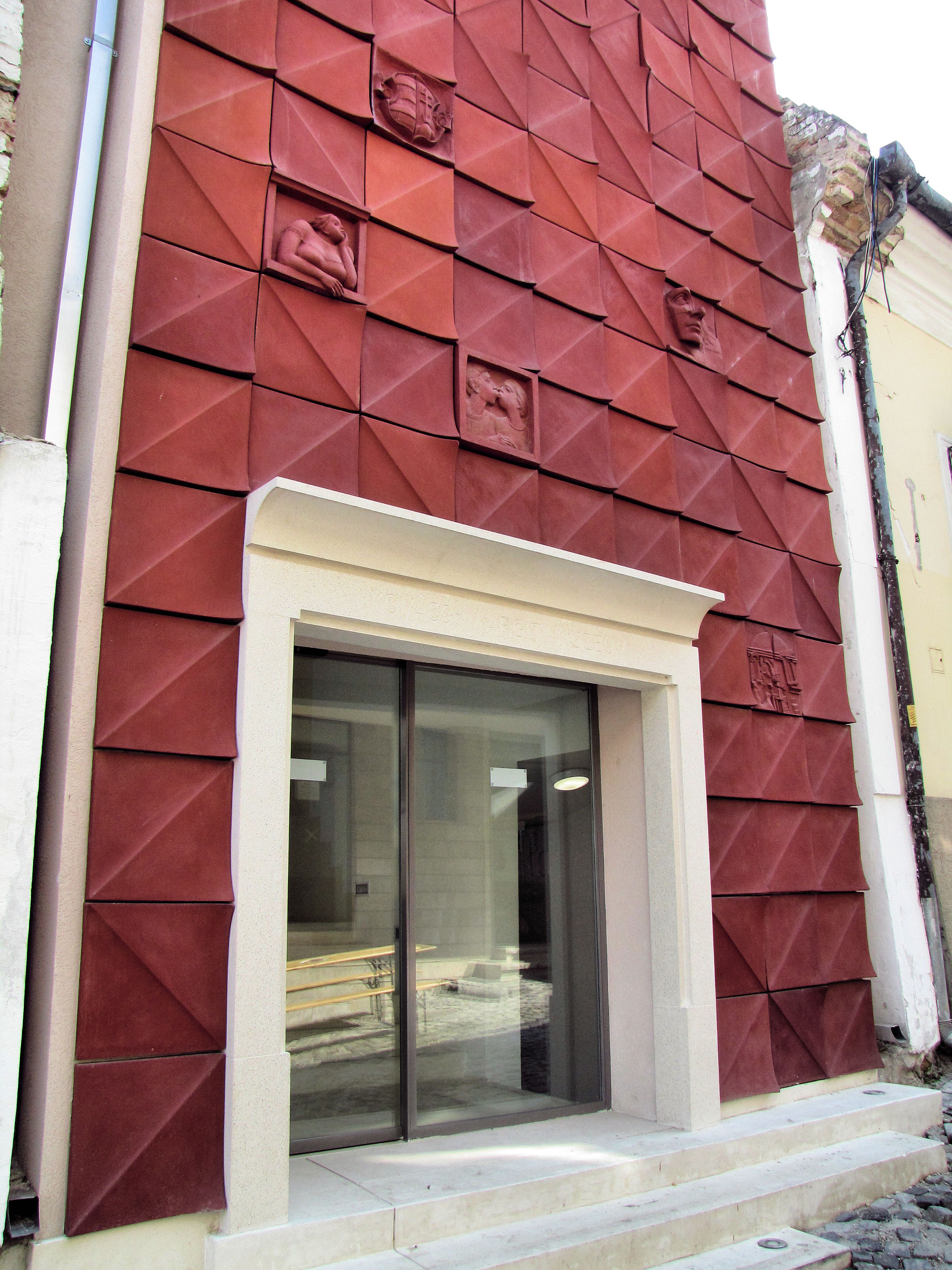
Az új épületszárny
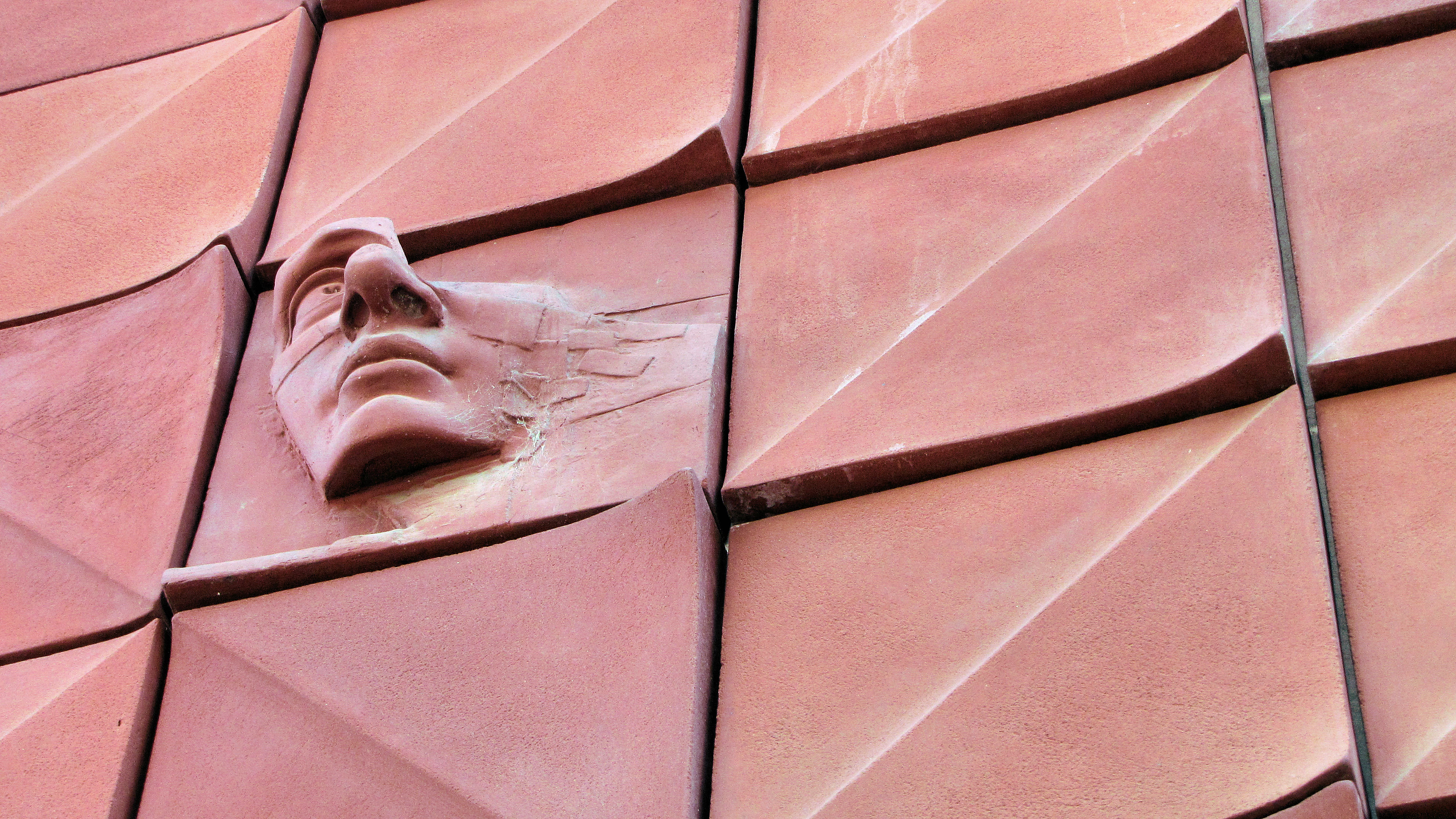
Az új épületszárny részlete

## Külső hivatkozások
- Ferenczy Múzeumi Centrum